# Поле боя (рассказ)
«Поле боя», или «Сражение» (англ. Battleground) — рассказ Стивена Кинга.

## Сюжет
Джон Реншо — высококлассный киллер. Выполнив очередной заказ (убийство директора фабрики игрушек), он получает посылку. Ему представляется, что он узнаёт почерк отправителя — это мать его жертвы. Осторожно вскрыв посылку, Реншо обнаруживает в ней набор игрушек «Вьетнамский сундучок американского солдата Джо». Он с удивлением узнаёт, что в коробке — живые, не более четырёх сантиметров ростом, солдатики и действующая военная техника — автомобили, вертолёты, ракетная установка, — которые атакуют Реншо. Тот, пользуясь своим пистолетом, мебелью и другими бытовыми предметами, с трудом отбивается от нападающих и, забаррикадировавшись в ванной комнате, наблюдает, как игрушки разворачивают в его пентхаусе военный лагерь. Соорудив из баллончика с газом для зажигалки импровизированную бомбу, Реншо швыряет её в солдатиков и бросается к выходу, успев заметить, как несколько из них ныряют в коробку. Прохожие наблюдают «ослепительную вспышку»; из концовки рассказа следует, что в состав полученного Реншо «специального издания» набора, помимо прочей игрушечной боевой техники, входила также и миниатюрная термоядерная бомба.
У Кинга есть ещё несколько рассказов, где важную роль играют ожившие агрессивные игрушки. Это, например, «Обезьяна» и «Клацающие зубы».

## Издания и переводы
Впервые был опубликован в 1972 году в журнале Cavalier. В 1978 году вошёл в авторский сборник «Ночная смена» (англ. Night Shift).
На русский язык впервые был переведён Л. В. Володарским как «Сражение» и опубликован в октябрьском номере журнала «Юный техник» за 1981 год, став первым изданием произведений Стивена Кинга в СССР. В 1984 году рассказ был переведён А. Обуховым и в сокращённом варианте опубликован в «Литературной газете», № 5. Перевод Володарского многократно переиздавался, начиная с 1985 года, когда он был опубликован в антологии «Сборник научной фантастики», в 30-м выпуске. В 1995 году в переводе А. Обухова «Сражение» был издан целиком в одноимённом сборнике серии «Навигатор». Перевод Володарского был им отредактирован в 1998 году; несколько раз издавался АСТ, в том числе в сборнике «Газонокосильщик» (аналог второй части оригинального сборника Night Shift).

## Адаптации
- В 1986 году в СССР был выпущен мультфильм «Сражение»[7] — весьма близкая к тексту экранизация рассказа.
- В 2006 году в США рассказ вошёл в основу первой серии восьмисерийного сериала «Ночные кошмары и фантастические видения»[8].
- В радиопередаче «Модель для сборки» текст рассказа в переводе Володарского был прочитан Владиславом Коппом и позже был выпущен в составе аудиокниги передачи[9].